# Monestir de Mala Remeta
El monestir de Mala Remeta (en serbi: Манастир Мала Ремета, Manastir Mala Remeta) és un monestir ortodox serbi a la província sèrbia de Voivodina.

## Ubicació i història
És un dels 16 monestirs de la muntanya de Fruška Gora a la part central sud d'aquesta muntanya, al costat del monestir de la vila de Prnjavor, Mala Remeta. El nom del monestir significa El petit desert.
L'església del monestir està dedicada a la coberta de la Mare de Déu.
Манастирска црква је посвећена Богородичином покрову. La tradició d'establir un monestir connecta amb el rei serbi Stefan Dragutin. En el protocol del monestir de Beočin, s'afirma el 1844 que el monestir de Mala Remeta té "601 anys", cosa que podria significar el 1243. Les dades de confiança només són proporcionades pels documents turcs, on el monestir es va registrar per primera vegada el 1546, però aviat es va cremar. Al final del segle xvii, els refugiats del monestir de Rača a Drina van restaurar els monestirs. A partir d'aquest moment, també s'ha originat el segell del monestir i, des de llavors, fins al 1920, el monestir és un monument al monestir de Beočin. Al lloc de l'antiga església, el 1739 es va construir el tercer edifici.
L'església del monestir va ser construïda pels mestres Todor i Nikola, mentre que el patró era Stanko Milinković de Šuljam. A partir del mateix any, es promouen les ordres de protecció emeses per Beocin, monestir del General Valis, en les quals es menciona i protegeix Mala Remeta. Jovan Jovanović,que va ser objecte del règim de Petrovaradin, va reparar l'interior de l'església monàstica i, al costat nord, sota la cel·la de pedra, el celler va ser construït el 1754. La vídua del tinent Ružica va aixecar la voluntat dels morts tres cèl·lules monàstiques amb una petita cuina al mig. Al capdavant del monestir, a partir de 1749, va ser l'Iguman Atanasije. Algunes de les imatges de la iconòstasi, les va pintar Janko Halkozović el 1759, mentre que els frescos de l'església van ser pintats el 1910 per Kosta Vandelović.
El 1845 el monjo i el supervisor del monestir va ser Venimijan Borocki.
A la Segona Guerra Mundial es va destruir la biblioteca de la residencia i el monestir.
Avui dia el monestir està format per l'església, que n'ocupa una quarta part, un nou campanar de fusta i una capella. La germanor es compon d'un monacat i l'hegumen Rosa Markovic.
Dos valuosos manuscrits del segle xvii es conserven al monestir.

## Galeria

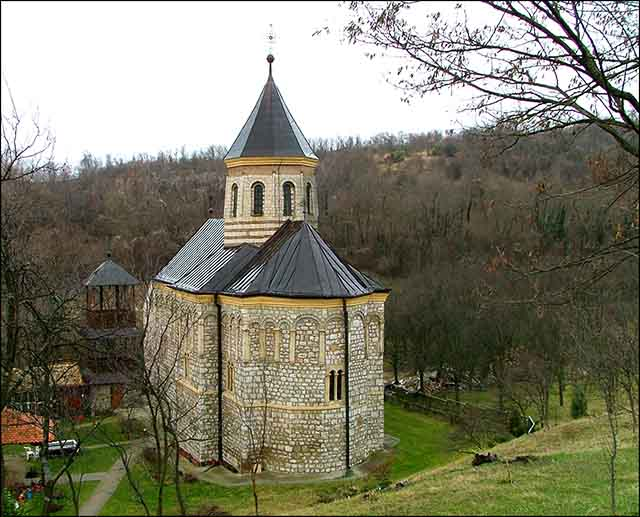
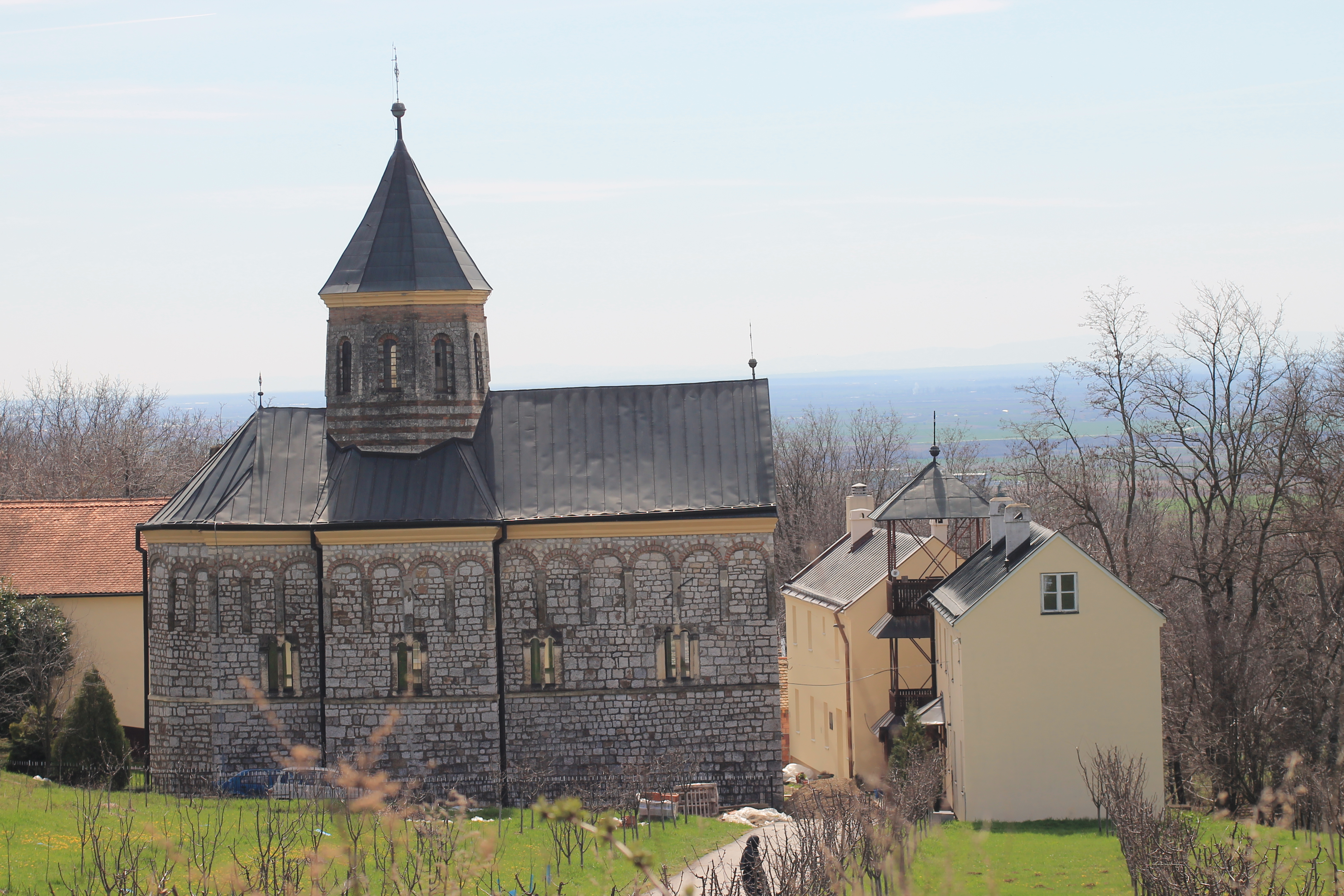
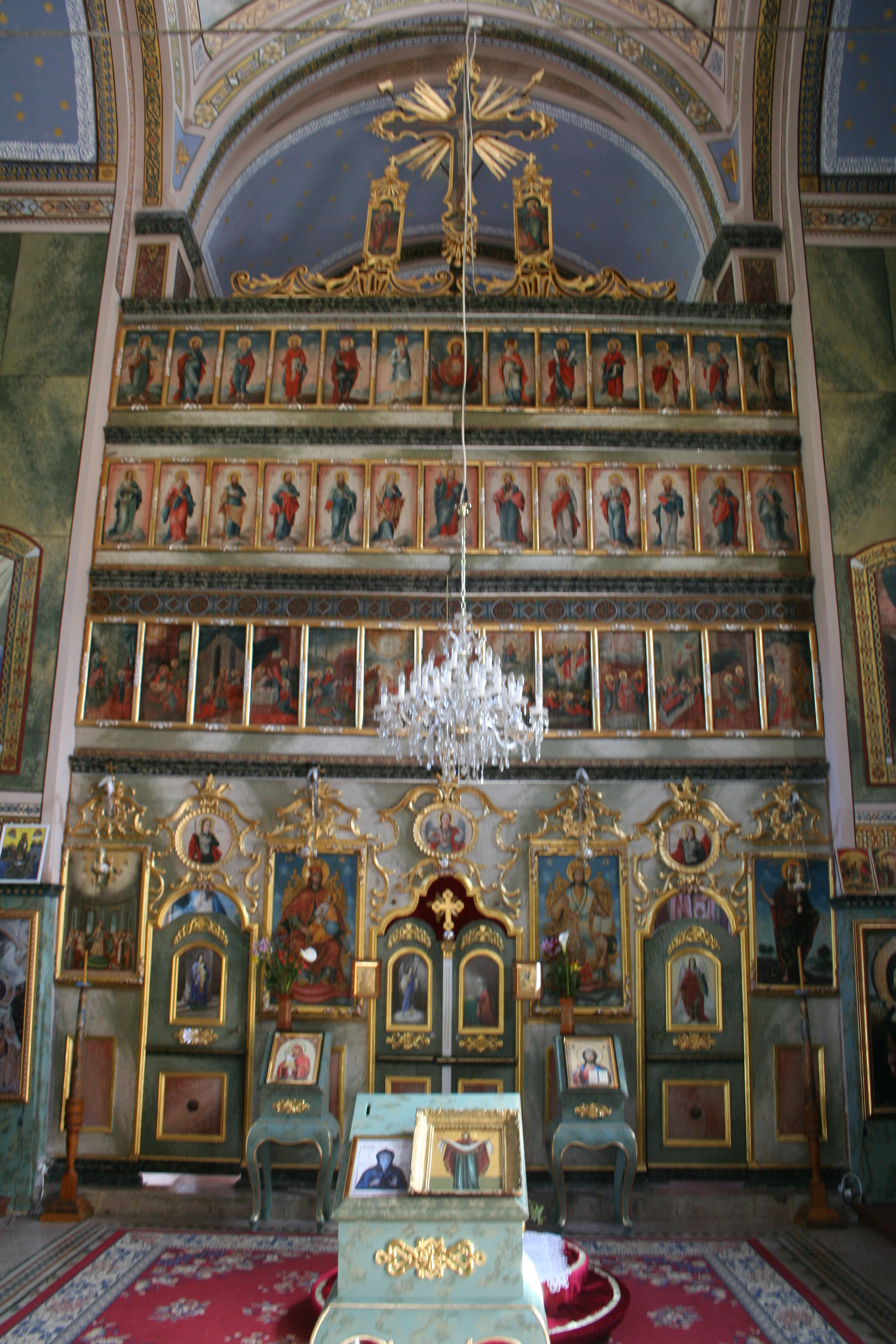
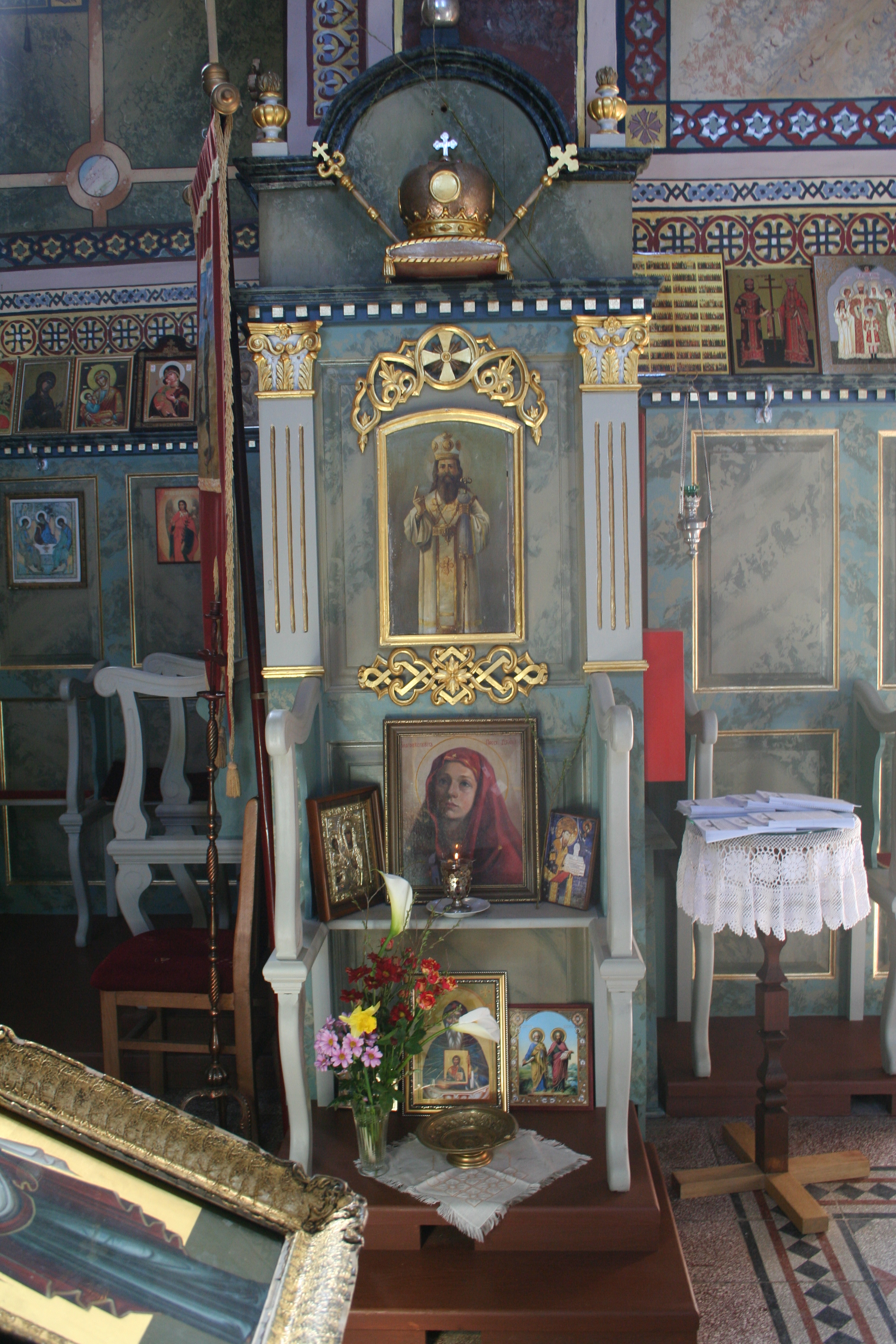
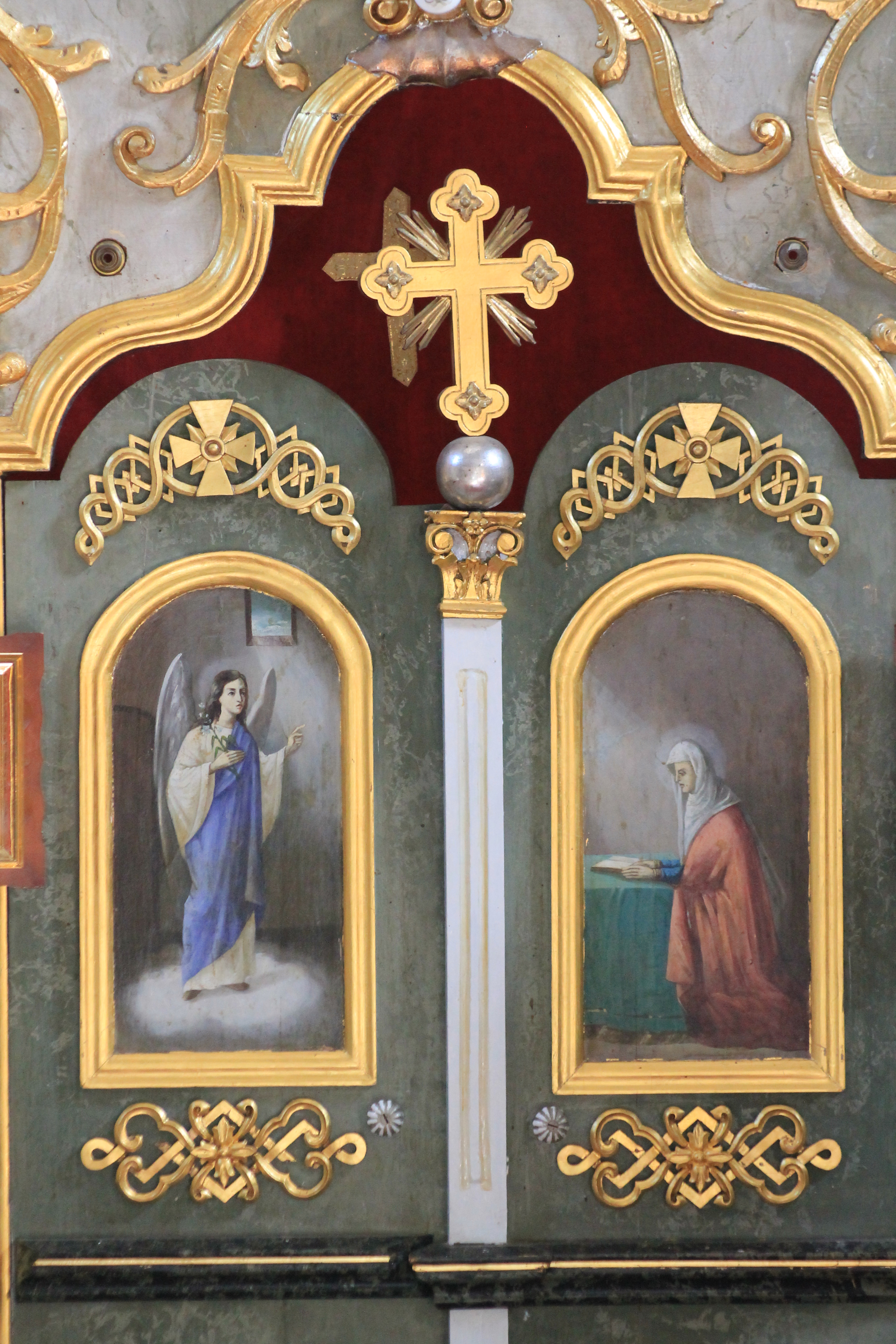